# Д’Арьенцо, Никола
Никола Д’Арьенцо (итал. Nicola D'Arienzo; 24 декабря 1842 — 25 апреля 1915) — итальянский композитор, музыкальный педагог и писатель.

## Биография
Родился в семье нотариуса, который был категорически против того, чтобы сын занимался музыкальной карьерой.
Ученик оперных композиторов Винченцо Фиораванти (гармония и контрапункт), Джованни Моретти (оркестровка) и Саверио Меркаданте.
С 1877 года — профессор контрапункта и сочинения при Королевской консерватории в Неаполе, сотрудник издаваемого в Милане «Archrvio musicale» (Salvatore Rosa musicista), «Revista musicale» (Le origini della opera comica) и других периодических изданий.
В 19-летнем возрасте написал свою первую оперу: «La fldanzata del perucchiere», исполненную в Неаполе. За ней последовали поставленные в Неаполе:
- I due mariti 1866,
- Le rote 1867,
- Il cacciatore delle Alpi 1869,
- Il cuoco 1873,
- La flglia del diavolo 1878,
- La fiera 1887
- I viaggi 1875 (поставлена в Милане).

Кроме того, Н. Д’Арьенцо создал произведения камерной музыки (соната для виолончели, квартет, квинтет, нонет), 2 симфонии (в 4 частях и одночастную), Notturno для оркестра, фортепианные пьесы, хоры на начальные стансы «Освобожденного Иерусалима» и др.
Н. Д’Арьенцо — автор теоретических сочинений: «Elementi musicali» и «Introduzione del sistema tetracordale della musicamoderna» (1879), в которых выступал за чистый строй и рядом с двумя господствующими наклонениями — мажором и минором, признавал ещё и третье — наклонение малой секунды.